# Mitrej v Fertőrákosu
Mitrej v Fertőrákosu je tempelj rimskega boga Mitre v Fertőrákosu na Madžarskem. Tempelj (znan kot mitrej) sledi značilnemu načrtu narteksa, ki mu sledi pravo svetišče, ki ga sestavlja potopljena osrednja ladja s klopmi na podiju na obeh straneh.

## Odkritje
Po naključju ga je odkril kamnosek György Malleschitz leta 1866, ki se je lotil začetnega čiščenja mesta. Pritegnila je veliko zanimanja lokalnih znanstvenikov in obnovo kamnitega oboka svetišča je financiral lokalni sodnik (prvi poskus rekonstrukcije na katerem koli arheološkem najdišču na Madžarskem). To streho pa so pozneje po izkopavanjih v letih 1990–1991 podrli in v 1990-ih postavili sedanjo kritno stavbo. Mitrej je trenutno odprt za javnost.

## Mitrej
Dva oltarja se nanašata na ljudi iz Karnunta in zdi se, da sta bila spodbuda za gradnjo templja. Njegovo gradnjo lahko okvirno datiramo v začetek 3. stoletja našega štetja. Trapezaste oblike, saj je severni konec širši od južnega (5,50 m širok v primerjavi s 3,65 m), svetišče je dolgo 5,50 m. Orientirano je od severa proti jugu, pri čemer sta južna in vzhodna stran svetišča izdolbeni iz naravne skale, severna in zahodna stran pa sta zidani iz kamna. Štiri stopnice vodijo navzdol v osrednjo ladjo svetišča, ki je bila 80 cm pod nivojem pronaosa in dvema bočnima stranskima klopema, ki sta bili vse na tleh. Tauroktonska skulptura je bila vklesana v steno skale.
Na mestu so bili najdeni tudi trije oltarji (glej spodaj). Dve je posvetil Septimij Justijan, custodes armorum (vojak, zadolžen za orožarno) XIV. legija Gemina. Drugo je posvetil Julij Saturnin, politik iz kolonije.

## Oltarji
Odkriti so bili naslednji oltarji:
- D(eo) S(oli) I(invicto) M(ithrae) / L(ucius) AVIT(us) MA/TURUS D(e)C(urio) / COL(oniae) KARN(unti) / V(otum) S(olvit) L(ibens) M(erito).[2]

Bogu Nepremagljivemu soncu Mitri. Lucij Avit Maturus, dekurion kolonije Karnuntum, je voljno zasluženo srečno izpolnil svojo zaobljubo.
- [S(oli) I(nvicto) M(ithrae) / SEP(timius) IUS(tini)/ANUS ARM(orum) [CUSTOS] / L(egionis) XIIII G(eminiae) / ANTON(inianae) V(otum) S(olvit).[3]

Nepremagljivemu soncu Mitri. Septimius Iustinianus, armorum custos 14. legije Gemina Antoninianus, je izpolnil zaobljubo.
- S(oli) I(nvicto) M(ithrae) / SEP(timius) I(u)ST(ini)ANUS A(rmorum) [CUSTOS] / L(egionis) XIIII G(eminae) ANT(oninianae) / V( otum) S(olvit) L(ibens) M(erito).[4]

Nepremagljivemu soncu Mitra. Septimius Iustinianus, armorum custos 14. legije Gemina Antoninianae, je voljno in zasluženo izpolnil zaobljubo.
Najdbe hranijo v muzeju v Šopronu.